# Geovanis Cassiani
Geovanis Cassiani Gómez (10 stycznia 1970 w Turbo) – piłkarz kolumbijski grający na pozycji obrońcy.

## Życiorys
Cassiani na początku kariery piłkarskiej był graczem Atlético Nacional, z którym w 1989 roku wygrał Copa Libertadores, ale był tylko rezerwowym dla René Higuity. W 1990 roku został zawodnikiem stołecznego klubu Millonarios FC. W swojej karierze grał także w zespole Envigado FC, a w 2001 roku kończył karierę w swoim pierwotnym klubie, Atlético Nacional, wygrywając z tym klubem w 2000 roku Copa Merconorte.
W 1990 roku Cassiani został powołany przez selekcjonera Francisco Maturanę na finały Mistrzostw Świata we Włoszech. Tam był trzecim bramkarzem dla René Higuity oraz Eduardo Niño i nie wystąpił w żadnym z meczów turnieju. Kolumbia odpadła w ćwierćfinale po porażce 1:2 (po dogrywce) z Kamerunem.
W 1992 roku Geovanis został powołany na inny turniej, tym razem na Igrzyska Olimpijskie w Barcelonie. Tam także był trzecim bramkarzem, tym razem dla Miguela Calero oraz Faryda Mondragóna. Nie wystąpił w żadnym z meczów turnieju, a Kolumbia odpadła po fazie grupowej.